# Informationskreis für Raumplanung
Der Informationskreis für Raumplanung e. V. (IfR) ist ein bundesweit aktiver Fach- und Berufsverband für Stadt- und Raumplaner mit Sitz in Dortmund. Er ist als Interessenvertretung des Berufsstandes nach außen tätig und in der Nachwuchsförderung aktiv. Weiterhin moderiert er aktuelle Themen räumlicher Planung, richtet Fachtagungen aus und gibt planungsbezogene Veröffentlichungen heraus, darunter die Fachzeitschrift RaumPlanung. Des Weiteren lobt er Studentenwettbewerbe aus. Der IfR leistet Arbeit in fachlichen Arbeitskreisen, Netzwerken sowie Regionalgruppen.

## RaumPlanung
Der Verein gibt als Mitgliedszeitschrift die „RaumPlanung. Fachzeitschrift für räumliche Planung und Forschung“ heraus. Sie erscheint alle zwei Monate im Vierfarbdruck mit jeweils rund 76 Seiten. Jedes Heft hat einen Themenschwerpunkt und weitere fachliche Beiträge sowie Rubriken wie Notizen, Campus, Veröffentlichungen und Informationen aus dem Verband (IfR-intern).

### Redaktion
- Brigitte Adam, BBSR Bonn
- Peter Ache, Radboud-Universität Nijmegen
- Susanne Bieker, Darmstadt
- Stefan Gärtner, Düsseldorf
- Thomas Krüger, HafenCity Universität Hamburg
- Ronald Kunze, Langenhagen
- Frank Othengrafen, TU Dortmund
- Heidi Sinning, FH Erfurt
- Katja Veil, Köln

### Themenschwerpunkte
- H. 5/2022: Klimaanpassung in Kommunen
- H. 6/2022: Wohnen – neue Bedingungen, neue Formen
- H. 1/2023: Planungsbeschleunigung
- H. 2/2023: Neue Welle der Suburbanisierung
- H. 3–4/2023: (Post-) Wachstum in Stadt und Region
- H. 5/2023: Flächenverbrauch
- H. 6/2023: Entwicklung öffentlicher Räume
- H. 1/2024: Gemeinwohl und Stadtentwicklung
- H. 2/2024: Zukunft der Raumplanung
- H. 3–4/2024: Anpassung an den Klimawandel